# Guantanamo (provins)
|  | Denne artikel handler om Guantanamo-provinsen. For alle artikler om Guantánamo se Guantanamo (flertydig) |
Guantanamo-provinsen er den østligste provins i Cuba med 510.863(2010) indbyggere. Dens hovedstad hedder lige som provinsen Guantanamo. Af andre byer kan nævnes Baracoa.
Guantanamo-provinsen omgiver den velkendte amerikanske flådebase Guantanamo Bay, der ligger i Guantánamobugten.
Guantanamo-provinsens arkitektoniske og kulturelle udtryk er forskelligt fra resten af Cuba. Provinsen ligger kun 80 km fra Haiti, hvilket er tæt nok til, man kan se lysene fra Haiti på en klar nat. og pga. provinsens mange Jamaicanske immigranter, ligner mange bygninger dem, man finder i det franske kvarter i New Orleans, USA.

## Administrativ opdeling
Provinsen er opdelt i 10 kommuner:
| Kommune             | Indbyggertal (2004) | Areal (km²) |
| ------------------- | ------------------- | ----------- |
| Baracoa             | 81.794              | 977         |
| Caimanera           | 10.562              | 366         |
| El Salvador         | 45.662              | 637         |
| Guantánamo          | 244.603             | 741         |
| Imías               | 20.959              | 524         |
| Maisí               | 28.276              | 525         |
| Manuel Tames        | 14.200              | 526         |
| Niceto Pérez        | 17.783              | 640         |
| San Antonio del Sur | 26.509              | 585         |
| Yateras             | 20.358              | 664         |